# Juan V de Napoles

El Principado de Salerno bajo Guaimario IV en 1045, cuando se extendía por todo el sur continental italiano incluyendo el Ducado de Napoles

Juan V de Napoles (ca. 1000-1053) fue hijo y sucesor de Sergio IV de Nápoles como duque de Nápoles desde 1034 hasta su muerte. Aceptó ser vasallo de Guaimario IV de Salerno en 1041.

## Vida
Su padre fue Sergio IV de Nápoles, que lo educó desde niño a ser su sucesor.
En 1034, Pandulfo IV de Capua instigó una revuelta en Sorrento y la anexionó a Capua. Ese mismo año, murió la hermana de Sergio IV y su marido, Rainulfo Drengot, volvió a ser leal a Pandulfo de Capua. 
En esa época, Sergio IV se retiró al monasterio del Santísimo Salvador in insula maris, donde ahora se encuentra el "Castel dell'Ovo" de Napoles. Fue sucedido por su hijo Juan V, que se alió con Guaimario IV de Salerno, otro enemigo de Pandulfo. 
Juan V fue enviado por Guaimario IV a Constantinopla para pedir ayuda al emperador bizantino. Durante su ausencia, su padre Sergio IV abandonó brevemente su retiro para ejercer como regente. Finalmente, el emperador ignoró sus súplicas. Sergio regresó a su monasterio en junio de 1036.
Juan V rindió homenaje a Guaimario IV de Salerno desde 1041-como vasallo- y permaneció fiel a él durante todo su reinado, que terminó en 1053. 
En 1038 fundó una iglesia en Nápoles dedicada a San Simeón, aunque su ubicación no está clara.